# Van Buren County Courthouse (Keosauqua, Iowa)
Das Van Buren County Courthouse in Keosauqua ist das Justiz- und Verwaltungsgebäude (Courthouse) des Van Buren County im Südosten des US-amerikanischen Bundesstaates Iowa.
Das zweistöckige Gebäude ist das älteste Courthouse in Iowa und seit seiner Fertigstellung im Jahr 1843 ununterbrochen in Betrieb. Es wurde nach einem Entwurf der Architekten James Hall und John Fairman aus hier gefertigten Ziegeln im Stil des Greek Revival errichtet. Die Grundsteinlegung erfolgte 1840. Ursprünglich besaß das Gebäude noch einen Uhrturm, der inzwischen aber wieder abgetragen wurde.
Das Gebäude kann während der Öffnungszeiten besichtigt werden, wenn keine Gerichtsverhandlung stattfindet.
Im Jahr 1977 wurde das Gebäude mit der Referenznummer 77000562 in das National Register of Historic Places aufgenommen.